# Хеллман, Лилиан
Лилиан Флоренс Хеллман (англ. Lillian Florence Hellman; 20 июня 1905, Новый Орлеан — 30 июня 1984, Мартас-Винъярд, Массачусетс) — американская писательница, сценаристка и драматург.

## Биография
Лилиан Хеллман родилась в еврейской семье в Новом Орлеане. Окончила Колумбийский университет. Некоторое время занималась журналистикой и театральной критикой, работала редактором в газете New York Herald Tribune. В 1925 году вышла замуж за драматурга Артура Кобера (англ. Arthur Kober) (брак продлится до 1932 года). В 1930 году переехала в Голливуд, где стала редактировать сценарии для студии MGM. Там познакомилась с писателем, автором детективных романов Дэшилом Хэмметом, который оставался её другом и наставником до конца своей жизни.
В 1934 году написала первый рассказ — «Детский час», восторженно принятый критикой и читателями, — про историю девочки, из мести оболгавшей двух учительниц. По выражению самой писательницы, это была история «не о лесбийских отношениях, а скорее о силе лжи». Он был адаптирован для постановки в театре, а также дважды экранизирован режиссёром Уильямом Уайлером — в 1936 («Эти трое») и 1961 годах («Детский час» с Одри Хепбёрн в главной роли). Большой успех также ожидал следующую пьесу Хеллман — «Лисички», повествовавшую о внутрисемейной ненависти и алчности. Снятый в 1941 году по пьесе одноимённый фильм был номинирован на получение премии Оскар в девяти категориях: не выиграв, однако, ни в одной.
Путешествовала по Испании в разгар гражданской войны. Под впечатлением от увиденного написала свою первую антифашистскую пьесу «Стража на Рейне» (1941), за которую отмечена премией ассоциации критиков Нью-Йорка New York Drama Critics Circle Award. Особую популярность Хеллман снискала в кругах сторонников левых политических сил США. Она никогда не являлась членом Коммунистической партии США, но время от времени принимала участие в акциях и мероприятиях левых и либеральных организаций, стала одной из основателей и активным членом Лиги американских писателей. В некоторых своих пьесах («Стража на Рейне», «The Searching Wind») Хеллман открыто критиковала американское правительство за то, что они не сумели распознать Гитлера и Муссолини на раннем этапе и победить их тогда.
В 1950 году внесена в Чёрный список Голливуда, в 1952 году приглашена на заседание Комиссии по расследованию антиамериканской деятельности. Комиссии было известно о том, что давний партнёр Лилиан, Хэммет являлся членом Коммунистической партии. От неё потребовали назвать сообщников и соратников по коммунистической деятельности. Лилиан Хеллман отказалась в резкой форме:

Навредить невинным людям, которых я знала много лет назад, с той лишь целью, чтобы спасти себя, кажется мне бесчеловечным, непорядочным и постыдным. Я не могу и не буду подстригать свою совесть в угоду сезонной моде, даже несмотря на то, что уже давно поняла, что являюсь человеком вне политики и политических партий.
Оригинальный текст (англ.)To hurt innocent people whom I knew many years ago in order to save myself is, to me, inhuman and indecent and dishonorable. I cannot and will not cut my conscience to fit this year's fashions, even though I long ago came to the conclusion that I was not a political person and could have no comfortable place in any political group— Лилиан Хеллман
Хеллман входит в число наиболее известных в Советском Союзе американских драматургов, чьи пьесы ставились почти во всех советских театрах в 1940-60-х гг. Её известности и популярности в СССР в те годы в значительной степени способствовал тот факт, что она была заподозрена в «симпатиях к коммунизму».
В 1940-е и 1950-е годы Лилиан Хеллман продолжала писать пьесы и участвовать в общественной жизни. Тем не менее, к началу 1960-х годов она отошла от драматургии и переключилась на мемуары. В этот период, находясь под впечатлением от студенческого движения, Хеллман начинает преподавать. До последних дней своей жизни она преподавала в различных учебных заведениях, включая Гарвардский и Йельский университеты.
В 1969 году Хеллман опубликовала первый из трёх автобиографических романов, «Незавершённая женщина», о своих социальных, политических и творческих взглядах. Через четыре года вышел роман «Pentimento», а ещё через три — «Время негодяев». Все три романа рассказывают о жизненном и творческом пути сильной женщины, не побоявшейся выступить против правительства, отстаивать свою точку зрения, не теряя собственного достоинства и не поступаясь принципами.
Умерла в возрасте 79 лет от остановки сердца. Похоронена на кладбище Chilmark Cemetery[уточнить] в городке Чилмарк (Массачусетс).

## Отзывы и критика
- В предисловии к сборнику американских пьес XX века, составитель так охарактеризовал драматургию Лилиан Хеллман: «элегический психологизм и язвительная афористичность»[7].
- Некоторые критики обвиняли Лилиан Хеллман в фальсификации событий, описанных в её воспоминаниях[8]. Так, 18 октября 1979 года американская писательница и критик Мэри Маккарти заявила, что «всё, что пишет Хеллман — ложь, включая союзы и предлоги»[9]. В результате Лилиан Хеллман обратилась в суд. Тем не менее в эфире телеканала PBS в январе 1980 года в рамках ток-шоу Дика Каветта (англ. Dick Cavett show) Мэри Маккарти обвинила Лилиан Хеллман в том, что она

… здорово переоцененный плохой писатель, бесчестный писатель, но действительно принадлежащий нашему прошломуОригинальный текст (англ.)...who I think is tremendously overrated, a bad writer, a dishonest writer, but she really belongs to the past— Мэри Маккарти
Противостояние двух писательниц окончилось со смертью Лилиан Хеллман в 1984 году. Мэри Маккарти умерла пятью годами позже.
- Эту же тему лжи и фальсификации фактов в автобиографии поддержал Юстус Рид Вейнер (англ. Justus Reid Weiner), аналитик и журналист, сотрудник Иерусалимского центра общественных связей (англ. Jerusalem Center for Public Affairs). В своей статье «Лилиан Хеллман: выдуманная автобиография»[12] Вейнер анализирует все три автобиографические книги Хеллман, особое внимание уделяя роману «Pentimento» и его последующей экранизации — кинофильму «Джулия». Эпиграфом к статье автор выбрал знаменитое высказывание Марка Твена «В жизни мне пришлось пройти через множество ужасных событий, некоторые из которых произошли в действительности»[13].

## Цитата
Кроссмен: … Всегда ненавидел лжецов, особенно тех, кто лжёт самому себе… 

Констанс: …Почти все мы, дорогой мой, лжём самим себе, почти все…— «Осенний сад», Л. Хеллман

## Произведения

### Пьесы
- 1934 — Детский час / The Children’s Hour
- 1936 — Настанет день / Days To Come
- 1939 — Лисички / The Little Foxes
- 1941 — Стража на Рейне / Watch on the Rhine
- 1944 — Порыв ветра / The Searching Wind
- 1946 — За лесами / Another Part of the Forest
- 1949 — Монсеррат / Montserrat
- 1951 — Осенний сад / The Autumn Garden
- 1960 — Игрушки на чердаке / Toys in the Attic
- 1963 — Моя мать, мой отец и я / My Mother, My Father and Me

### Сценарии
- 1935 — Тёмный ангел / The Dark Angel
- 1936 — Эти трое / These Three
- 1937 — Тупик / Dead End
- 1941 — Лисички / The Little Foxes
- 1943 — Северная звезда / The North Star
- 1946 — Порыв ветра / The Searching Wind
- 1966 — Погоня / The Chase

### Мемуары
- 1969 — Незавершённая женщина: Мемуары / An Unfinished Woman: A Memoir
- 1973 — Пентименто: Книга портретов / Pentimento: A Book of Portraits
- 1976 — Время негодяев / Scoundrel Time
- 1984 — Совместные трапезы: Рецепты и воспоминания / Eating Together: Recipes and Recollections (совместно с Питером Файблменом)

### Другое
- 1957 — Кандид / Candide (либретто)
- 1963 — Большой налёт / The Big Knockover (предисловие к собранию рассказов Д. Хэммета)
- 1980 — Может быть / Maybe (роман)

### Издания на русском языке
- 1958 — Пьесы («Настанет день», «Лисички», «Стража на Рейне», «Порыв ветра», «За лесами», «Осенний сад»)